# Bahiria
Bahiria es un género de mariposa nocturna de la familia de los pirálidos. Fue descripto por Boris Balinsky en 1994.

## Especies
- Bahiria latevalvata Balinsky, 1994
- Bahiria maytenella Yamanaka, 2004